# Rifugio Capanna Trieste
Il rifugio Capanna Trieste è una grande costruzione che sorge in val Corpassa, con vista sul gruppo del monte Civetta e della Moiazza, facilmente raggiungibile tramite la strada della Val Corpassa che prende il via da Listolade e termina proprio al rifugio.

## Storia
Ogni anno in luglio viene attraversato dalla Transcivetta, gara podistica di alta montagna lunga più di 20 km che percorre tutta la val Civetta. Il rifugio da inizio 2009 ha una nuova gestione, inaugurata il giorno 3 maggio.

## Accessi
Il rifugio è facilmente raggiungibile in auto dall'abitato di Listolade sulla strada statale 203 Agordina, percorrendo una carrareccia stretta ma asfaltata, che risale dapprima la sinistra orografica del rio Corpassa, e poi la destra, attraversando un piccolo ponte ristrutturato.
Il rifugio è anche il punto di partenza per i sentieri e le vie ferrate del gruppo del Civetta e della Moiazza.

## Galleria d'immagini

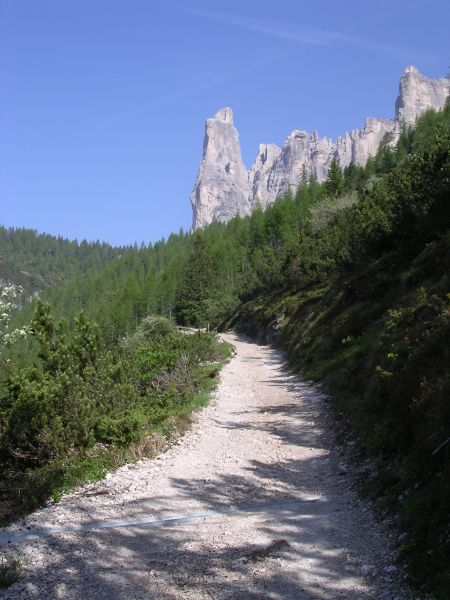
La strada sterrata che da capanna Trieste conduce al rifugio Mario Vazzoler.
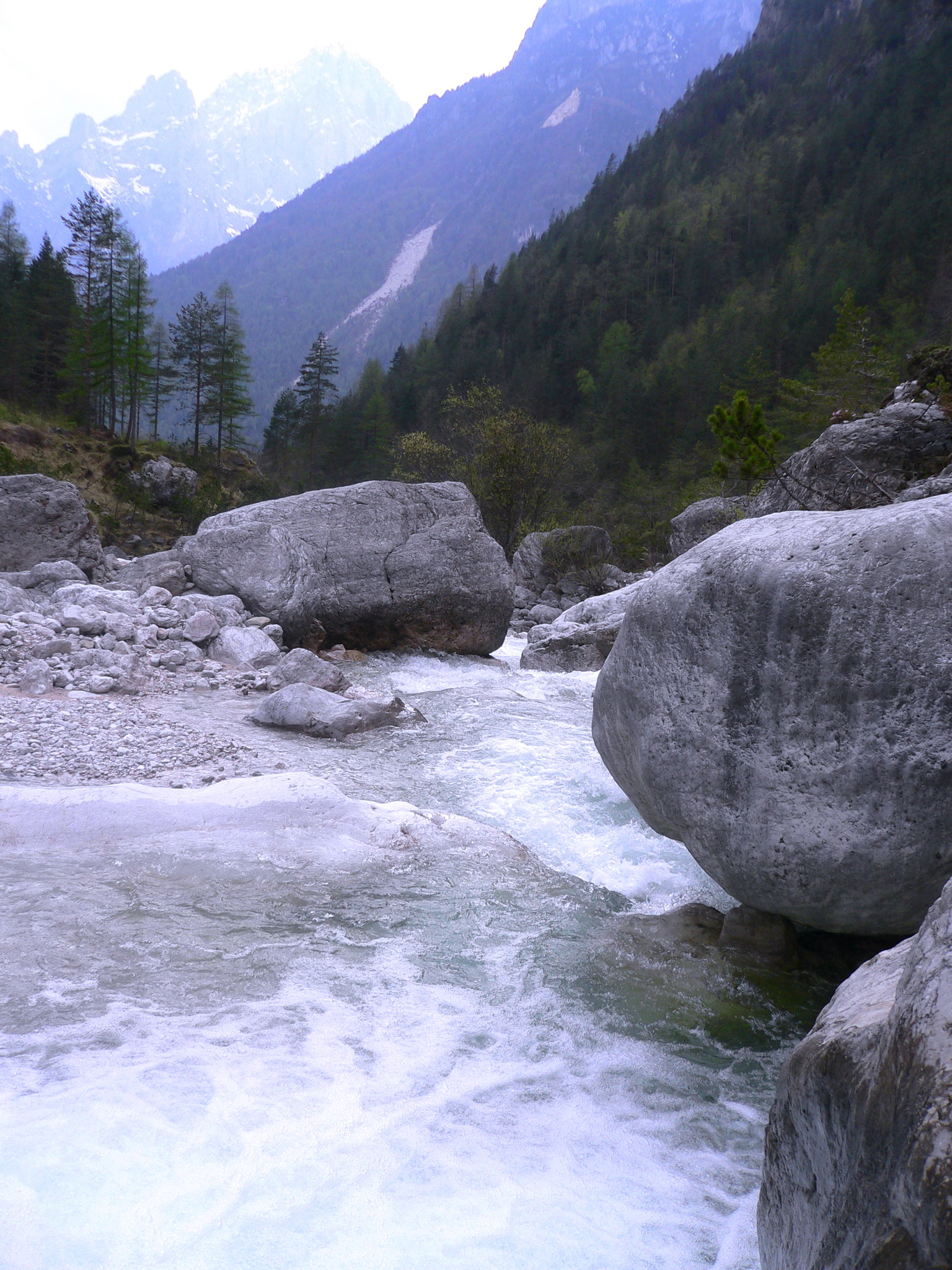
Il rio Corpassa nei pressi di capanna Trieste. Sullo sfondo l'Agner.